# Schleuse Hilpoltstein
Die Schleuse Hilpoltstein wurde in der Zeit von Oktober 1983 bis April 1989 im Rahmen des Baues der Bundeswasserstraße Main-Donau-Kanal errichtet. Sie ist als Sparschleuse mit drei Sparbecken südlich der Schleusenkammer ausgeführt und die nördliche Grenze der Scheitelhaltung des Kanales.

## Schleuse
Die Kammer der Einzelschleuse liegt bei Kanal-Kilometer 98,99, hat bei einer Kammerlänge von 200 m eine nutzbare Länge von 190 m und eine Nutzbreite von 12 m. Das Oberwasser hat eine Höhe von 406 m ü. NN, die des Schleusen-Unterwassers liegt bei 381 m ü. NN. Wie bei den Schleusen in Eckersmühlen und Leerstetten beträgt die Schleusungs-Fallhöhe 24,67 Meter und hat damit die größte Fallhöhe die in Deutschland bisher gebaut wurde.
Die Kammer hat ein Volumen von 60.442 Kubikmeter, pro Schleusung entstehen 24.619 Kubikmeter Schleusenverlust. Durch die Hub- und Senkgeschwindigkeit von 1,5 m/min ergibt sich eine Schleusungsdauer von rund 16 Minuten.
Anfangs plante man anstatt der Schleuse Hilpoltstein und Eckersmühlen ein Schiffshebewerk, da bis dahin nur Schleusen mit kleineren Fallhöhen gebaut wurden. Anstatt dessen wurden die knapp 50 Meter Höhenunterschied auf zwei Schleusen aufgeteilt.

## Steuerung
Die Schleuse hat einen eigenen Kommandostand, der seit 2007 auch als Leitzentrale der WSV dient. Von dort aus werden auch die Schleusen Bachhausen, Eckersmühlen und Leerstetten ferngesteuert. Ab 2024 soll die Steuerung von zwölf Schleusen aus der Leitzentrale Nürnberg erfolgen, später die aller 16 Kanalschleusen.
Die Schleuse ist, außer bei Betriebsstörungen wie beispielsweise Unfällen, Wartungsarbeiten oder Eisgang, ganzjährig rund um die Uhr betriebsbereit und nachts beleuchtet. Im Ober- und Unterwasser bestehen jeweils Schleusenvorhäfen für die Berufsschifffahrt, Warteplätze mit Sprechstellen für die Freizeitschifffahrt und Slipanlagen für Kleinfahrzeuge. Kleinfahrzeuge werden nur tagsüber und meist zusammen mit der Großschifffahrt abgefertigt. Muskelkraftgetriebene Wasserfahrzeuge werden nicht geschleust; für diese steht an den Slipstellen ein bepfandeter Transportwagen zum händischen Umsetzen bereit.

## Wasserkraftanlage
Seit 1993 ist an der Schleuse das Kraftwerk Hilpoltstein der Bayerischen Landeskraftwerke in Betrieb, das Teil der Donau-Main-Überleitung ist. Das Wasserkraftwerk gewinnt durch eine Francisturbine mit einer Ausbauleistung von 3000 kW Energie aus dem über die Scheitelhaltung gepumpten Überleitungswasser zurück. Im Mittel können dort somit 5,4 Mio. kWh pro Jahr in das regionale Stromnetz eingespeist werden.
Weitere Kraftwerke auf der Nordrampe der Überleitung befinden sich in Zu- und Ablauf des Rothsees, an der Schleuse Leerstetten und der Ausleitung des Main-Donau-Kanals in die Schwarzach bei Wendelstein.

## Betriebsstörungen
Am 4. Februar 2015 fuhr ein tschechisches Gütermotorschiff in der Schleusenkammer auf ein bereits zuvor eingelaufenes Schiff auf.